# Vier Tage (Garschin)

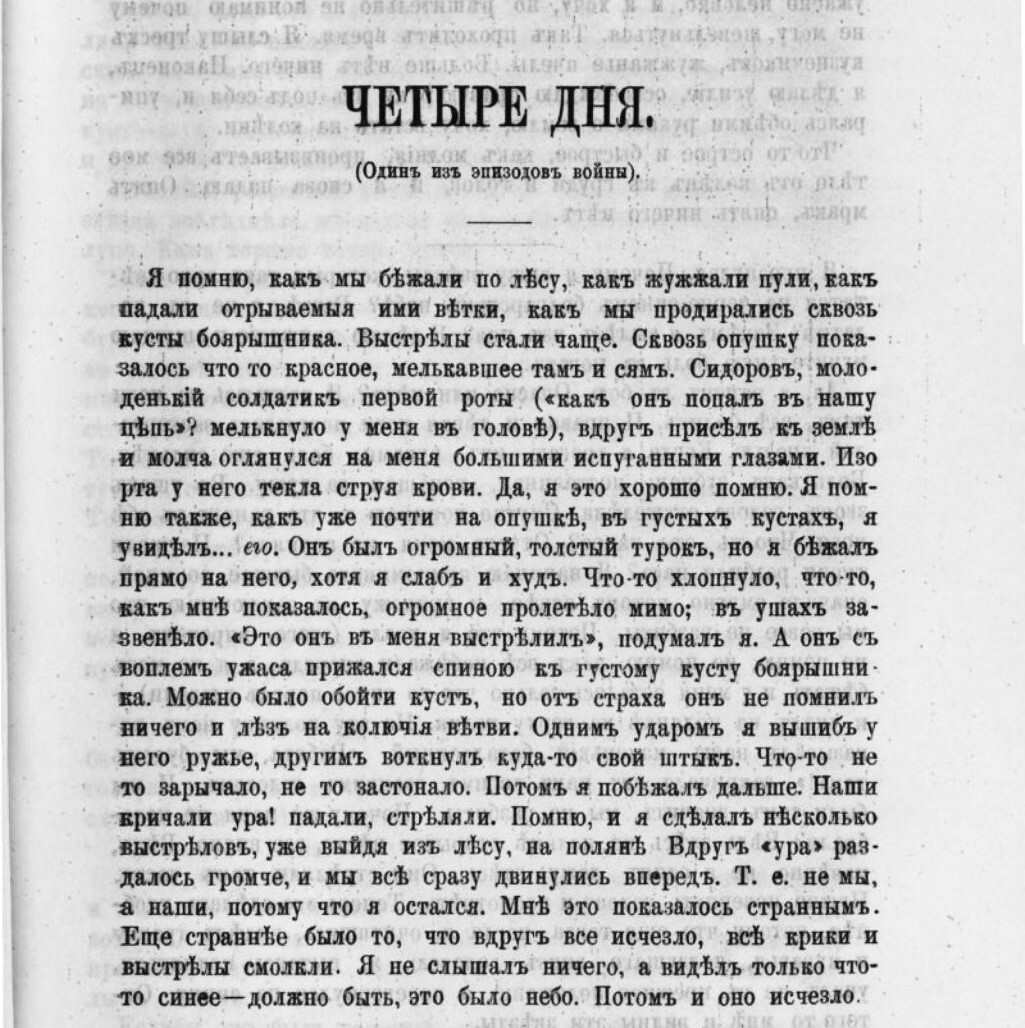
Otetschestwennye Sapiski, 1877

Vier Tage (russisch Четыре дня, Tschetyre dnja) ist eine Kurzgeschichte des russischen Schriftstellers Wsewolod Garschin, die 1877 im Oktoberheft der Otetschestwennye Sapiski in Sankt Petersburg erschien.
In diesem Antikriegstext muss der anfangs von einer Idee verblendete Kriegsteilnehmer Iwanow nach der Schlacht ernüchtert mit seiner Versehrtheit zurechtkommen.

## Entstehungsgeschichte
Der Student Garschin nahm als Freiwilliger im 138. Bolchowsker Infanterieregiment am Russisch-Osmanischen Krieg teil. In diesem seinem ersten Text, 1877 verfasst, hat Garschin das Schicksal des im Kampf an den Beinen schwerverwundeten Wassili Arsenjew, eines Soldaten aus seinem Regiment, verarbeitet.

## Inhalt
Der junge Freiwillige Iwanow, ein Gemeiner, schildert einen Sturmangriff der Russen auf die Osmanen aus seinem Blickwinkel. Zu Hause in Russland hatten die Mutter und seine Braut Mascha beim Abschied geweint. Iwanow war nach Kischinew gefahren und von dort über Rumänien nach Bulgarien in den Krieg gezogen. Auf dem Schlachtfeld in Rustschuk hatte Iwanow einen riesengroßen, dicken Fellachen das Bajonett mitten ins Herz gestoßen. Nun verwest der tote Ägypter in der bulgarischen Gluthitze. Iwanow, dessen Beine während der Schlacht den Dienst versagt haben, kann sich von dem Toten nicht entfernen. Wenigstens die mit Wasser gefüllte Feldflasche des Ägypters sichert Iwanow das Überleben. Endlich, am vierten Tag nach der Schlacht, wird Iwanow vom Gefreiten Jakowlew gefunden.
Der Chirurg, ein bekannter Professor aus Sankt Petersburg, amputiert Iwanow im Divisionslazarett ein Bein.

## Rezeption
Das Erscheinen des neuen Autors Garschin im Jahr 1877 wurde von Korolenko als das eines unbekannten strahlenden Sterns am russischen Prosahimmel gefeiert.
Turgenjew sah Garschin in der Nachfolge von Dostojewski und Tolstoi.
1910: Der Schriftsteller Pjotr Jakubowitsch schreibt, die vier Tage andauernde Qual des Schwerverwundeten sei nacherlebbar gestaltet.
1955: Für den sowjetischen Kritiker Grigori Bjaly ist das Drama der beiden Kriegsopfer näherer Betrachtung wert. Der Fellache wäre wider Willen von den Osmanen in den Krieg getrieben worden und habe weder etwas von den Bulgaren noch von den Russen gewusst. Der Freiwillige Iwanow wollte eigentlich gar nicht töten.
2014: Alexander Melichow betrachtet die merkwürdig objektiv erscheinende Erzählergebärde mit Gefallen.

## Deutschsprachige Ausgaben
Verwendete Ausgabe
- Vier Tage. Übertragen und mit Nachwort von Valerian Tornius. S. 7–22 in Wsewolod M. Garschin: Die Erzählungen. 464 Seiten. Dieterich’sche Verlagsbuchhandlung, Leipzig 1956 (Sammlung Dieterich, Bd. 177)